# Jean de Dieu-Raymond de Boisgelin de Cucé
Pour les articles homonymes, voir Boisgelin.
Pour les autres membres de la famille, voir Famille de Boisgelin.
Jean-de-Dieu Raymond de Boisgelin de Cucé, né le 27 février 1732 à Rennes et mort le 22 août 1804 à Angervilliers, est un prélat et écrivain français.

## Biographie
Il est le fils de Renaud Gabriel de Boisgelin, marquis de Cucé, président à mortier au Parlement de Bretagne, baron de la Roche Bernard, représentant de la branche cadette de la famille, et de Jeanne Françoise Marie du Roscoët. Il est le beau-frère de Charles Eugène de Boisgelin et le cousin de Louis de Boisgelin.

### Une carrière épiscopale fulgurante sous Louis XV
Il fait ses études au séminaire de Saint-Sulpice et à la Sorbonne. En 1758, présent à Rome au moment du conclave qui élit Clément XIII, il en laisse une relation écrite retrouvée après sa mort.
Nommé évêque de Lavaur le 23 décembre 1764, il est sacré le 28 avril 1765. Il prononce les oraisons funèbres du dauphin en 1765, du roi Stanislas en 1766 et de la dauphine en 1769.
Le 4 novembre 1770, il est transféré à l'archevêché d'Aix, où il se signale par sa bienfaisance lors d'une disette dont Aix-en-Provence souffre en 1772 : il obtient du contrôleur général des finances Terray, le droit d'importer du blé.
Son siège épiscopal lui donne aussi un rôle politique puisqu'il préside les États de Provence : habile administrateur, il dote la Provence d'un réseau routier et commence la construction de ce qui deviendra, plus tard, le canal de Provence. Il fonde, à Lambesc, un établissement d'enseignement spécialement destiné aux enfants des familles pauvres.
Grand orateur, il joue un rôle important au sein des assemblées du clergé et le 11 juin 1775, lors du sacre de Louis XVI, il prononce un discours sur la misère publique, qui est applaudi.
Cultivant les lettres avec succès, il est élu à l'Académie française, en 1776.
En 1787, il est élu membre de l'Assemblée des notables.

### Révolution française
Élu député du clergé de la sénéchaussée d'Aix aux États généraux de 1789, il vote l'abolition des privilèges et l'égale répartition de l'impôt.
Il défend cependant le droit de propriété du clergé. Il préside l'assemblée du 23 novembre au 4 décembre 1789, et propose de la part du clergé un sacrifice de 400 millions. Au nom de ses collègues de l'épiscopat, députés comme lui, il encourage Louis XVI à sanctionner la constitution civile du clergé tout en négociant des concessions auprès du Saint-Siège. Dans ses discours et dans son Exposition des principes, approuvée par tout l'épiscopat, il tend « moins à démontrer l'irrecevabilité des réformes proposées que l'impossibilité de les exécuter sans l'aveu et le concours de l'Église ». Son intervention auprès du roi est déterminante dans l'acceptation de la Constitution civile du clergé, et sa position personnelle est d'autant plus déstabilisée par la condamnation papale. Il émigre en Angleterre, après sa promulgation.

### L'Empire
Après la signature du Concordat de 1801, il donne sa démission au pape et rentre en France. Le 16 avril 1802, il est confirmé archevêque de Tours. Comme de nombreux ecclésiastiques, il se rallie à Napoléon Bonaparte, et se montre partisan du Consulat à vie. Le 17 janvier 1803, il est créé cardinal par Pie VII. Il est ensuite candidat au sénat, mais n'y entre pas. Napoléon le fait grand officier de la Légion d'honneur.

## Armes
Écartelé : de gueules à la molette d'argent, et d'azur plain.

## Hommages
Une place de la ville d’Aix-en-Provence a reçu son nom.

## Œuvres
- une traduction en vers des Héroïdes d'Ovide (1786), le Psalmiste, traduction des psaumes (1799) ;
- des Oraisons funèbres de Stanislas Leszczyński, du Dauphin, fils de Louis XV, etc.
- Mémoires pour le Clergé de France dans l'affaire des Foi et Hommages, et réponses de l'inspecteur du Domaine. Amsterdam, 1785, [4]-492 p. in-8°, 1re édition, (OCLC 559920378).